# اروین (کنتاکی)
اروین (به انگلیسی: Irvine) شهری در ایالت کنتاکی کشور ایالات متحده آمریکا است که جمعیت آن در سرشماری سال ۲۰۱۰ میلادی، ۲٬۷۱۵ نفر بوده‌است.